# Instantó
L’instantó és un tipus de pseudopartícula desenvolupat en el camp de la física teòrica i la física matemàtica, que és inherent a l'espaitemps de Minkowski. Els instantons són solucions topològicament no trivials de la teoria gauge; un instantó és una solució exacta i molt especial de les equacions de camp d'una teoria física, caracteritzada perquè s'obté modificant les equacions passant a temps imaginari.
Està molt relacionat amb el solitó, ja que sovint s'empren les mateixes tècniques per a trobar solucions exactes de tipus instantònic i solitònic. A diferència del solitó, que de vegades pot ser observat a la natura (per exemple, ones superficials en canalitzacions de poca fondària), no és possible observar un instantó a escala macroscòpica.
En el model estàndard de física de partícules, hi ha dos tipus d'objectes de tipus instantóː l'esfaleró de la teoria electrofeble (EW), i l'instantó de la cromodinàmica quàntica (̈QCD). L'esfaleró EW es desintegra isotròpicament en 12 fermions (7 quarks, 3 leptons), si és molt pesant pot produir també potencialment un gran nombre de bosons (fotons, Z, W, Higgs), violant nombre bariònic i del nombre leptònic, mentre que l'instantó de la QCD es desintegra isotròpicament en 2Nf parells de fermions (Nf = 3, 4, 5, 6 és el nombre de quarks cinemàticament accessibles) de quiralitats diferents més un nombre gran de gluons.